# آئودی ای۴
آئودی ای۴ (به آلمانی: Audi A4) یک خودرو است که در سال‌های ۱۹۹۴–اکنون توسط آئودی در آلمان تولید شده‌است. طراحی آن چهار چرخ محرک است. تاکنون پنج نسل از این مدل تولید شده است. ای۴ براساس پلتفرم بی گروه فولکس واگن ساخته می‌شود. نسل اول ای۴ جانشین آئودی ۸۰ شد. در داخل کارخانه این مدل با نام سری بی۵ کدگذاری شد و نسل‌های بعدی به ترتیب بی۶، بی۷، بی۸ و بی ۹ نامیده شد.

## آئودی ای۴ بی۸
آئودی ای۴ بی۸ (Audi A۴ B۸) خودرویی است که از سال ۲۰۰۸ تا ۲۰۱۵ در اورنگ‌آباد و هند تولید شده‌است. طول آن در حالت طبیعی ۴٬۷۰۳ میلیمتر (۱۸۵٫۲ اینچ) و عرض آن در حالت طبیعی ۱٬۸۲۶ میلیمتر (۷۱٫۹ اینچ) و ارتفاع آن در حالت طبیعی ۱٬۴۲۷ میلیمتر (۵۶٫۲ اینچ) است. سیستم جعبه‌دندهٔ آن ۸ دنده به دو صورت خودکار و دستی است.
ای۴ بی۸ براساس پلتفرم ام‌ال‌بی گروه فولکس واگن ساخته می‌شد. ای۴ بی۸ موتور جلو و دیفرانسیل عقب است اما خودروهای دو دیفرانسیل هم با پسوند «کواترو» از این مدل تولید می‌شود. ای۴ در دو فرم سدان و استیشن تولید می‌شود. نسل دوم (بی۶) و نسل سوم (بی۷) مدل کانورتیبل هم داشتند اما در نسل چهارم (بی۸) مدل کانورتیبل با نام آئودی ای۵ در کلاس دیگری تولید شد.